# Drop velký

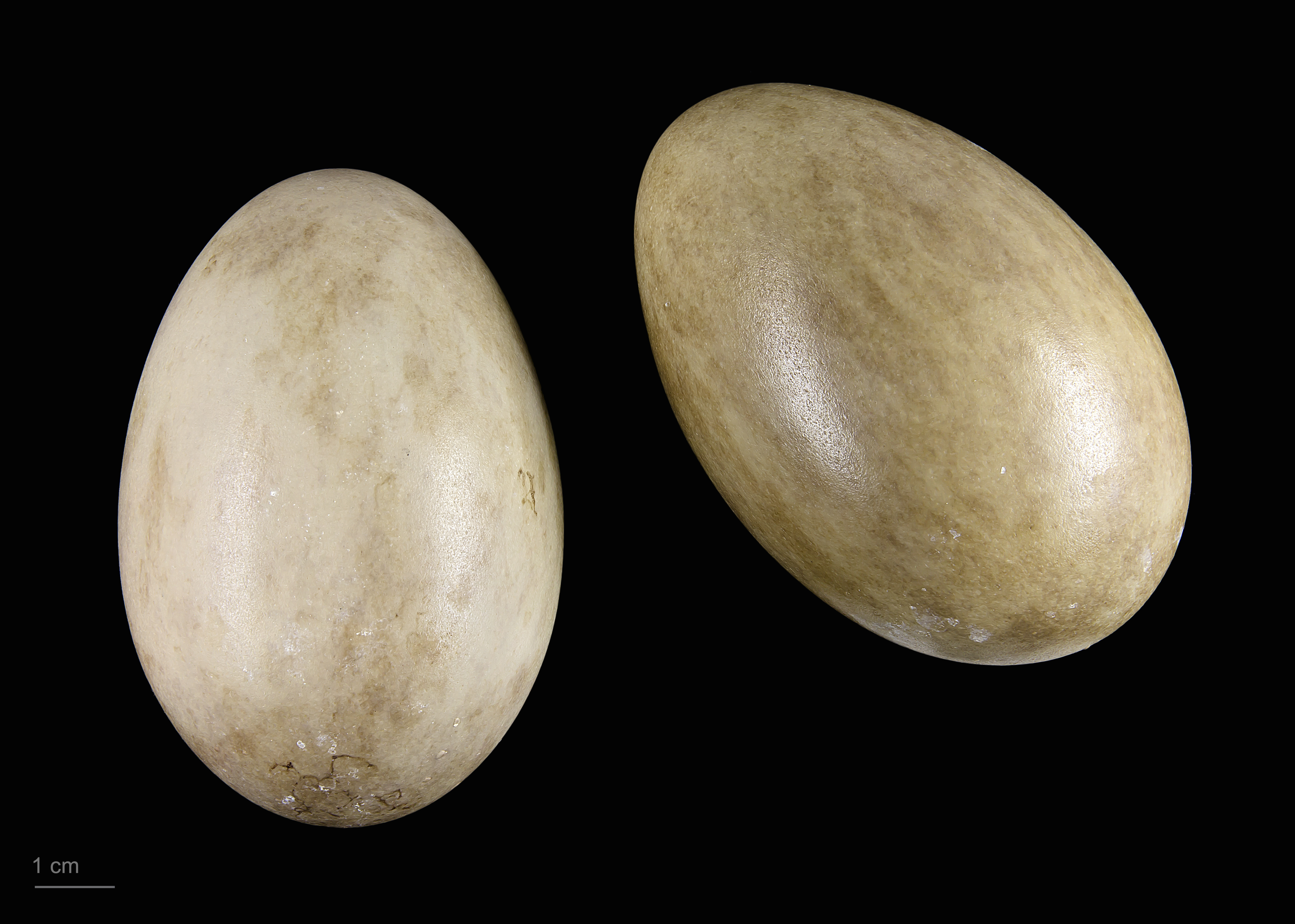
Vejce dropa velkého

Drop velký (Otis tarda) je velký pták z řádu krátkokřídlých a čeledi dropovitých (Otididae).

## Fylogeneze
Drop velký je jediný druh rodu Otis. Jeho nejbližšími příbuznými jsou dropi rodu Chlamydotis: drop obojkový a drop hřívnatý. Drop velký je ve svém areálu málo proměnlivý, dělí se na dva poddruhy. Oblast od západní Evropy po střední Asii obývá drop velký evropský Otis tarda tarda, dále na východ žije drop velký asijský Otis tarda dybowskii.

## Popis
Velký a mohutný, jeden z nejtěžších ptáků na světě. Vyznačuje se výrazným pohlavním dimorfismem. Samec dorůstá délky 90–105 cm a v rozpětí křídel měří 210–240 cm. Samice je výrazně menší, s délkou těla 75–85 cm a rozpětím křídel 170–190 cm. Hmotnost samce se pohybuje v rozmezí 8–16 kg, samice 3,5–5 kg. Svrchu je červenohnědý, hustě tmavě proužkovaný, hlavu a krk má šedé a spodinu těla bílou. Za letu jsou nápadná hodně bíle zbarvená křídla s černými letkami. Samec má dlouhá bílá pera u zobáku („vous“) a kaštanově hnědě zbarvenou hruď a spodní část krku. Samice toto kaštanové zbarvení většinou postrádá a liší se také menším množstvím bílé na svrchní straně křídel.

## Rozšíření
Žije ve stepních oblastech od Španělska po Čínu, nevyskytuje se jižně od Středozemního moře  (až na Maroko) ani severně od Dánska. Jeho areál je rozdrobený na malé plochy vzdálené daleko od sebe. Převážně stálý pták, pouze některé severnější populace na zimu odlétají, při obzvláště tvrdých zimách může odlétat i z míst, kde obvykle zůstává. Vlivem intenzifikace zemědělství a pronásledování z mnoha původních hnízdišť vymizel a jeho stavy se nadále snižují.

### Výskyt v Česku
Hnízdění dropa velkého je v Česku známo od začátku 20. století. Jediným pravidelným hnízdištěm byl znojemský okres, výjimečně byl pozorován i v jiných částech země. Velikost české populace se ještě v období let 1970–81 udržovala na stabilní úrovni 31–37 jedinců, v roce 1982 bylo zjištěno dokonce 44 jedinců. Poté však došlo k velkému zlomu a početnost začala prudce klesat; v roce 1983 byly celkové stavy odhadovány na 26 ptáků, roku 1988 na 18 ptáků a v roce 1994 již jen na 6 ptáků. V roce 1996 pak bylo zjištěno na dlouhou dobu poslední prokázané hnízdění na českém území. Příčinou tak prudkého poklesu bylo vedle zemědělského hospodaření také zřízení vojenského letiště v roce 1983.
Zvrat nastal až v roce 2006, kdy došlo k úspěšnému vyhnízdění u Skalice na Znojemsku. Návrat dropa velkého na původní jihomoravská hnízdiště je důsledkem úspěšného záchranného programu probíhajícího v Rakousku, kde se podařilo zvrátit klesající trend místní populace a dosáhnout postupného navyšování stavů.

## Potrava
Živí se hlavně rostlinnou potravou, nejvíce listy, pupeny, květy a plody polních rostlin a plevelů. Méně požírá také hmyz a příležitostně chytá i obratlovce, např. malé hlodavce, ještěrky nebo ptačí mláďata.

## Hnízdění
Drop velký žije většinu roku v hejnech oddělených podle pohlaví a stáří, která se společně scházejí na jaře na tokaništích. Je polygamní. Tok probíhá ve volných skupinách od časně ranních nebo pozdně odpoledních hodin. Samci se během něj předvádějí, natřásají a následně většinu peří „otočí naruby“, čímž se změní ve velkou bílou kouli. Hnízdí jednou za rok od dubna do srpna, s případnými náhradními snůškami. Jako hnízdo používá jen 3–4 cm hlubokou jamku v zemi. Snůška čítá 2 (1–4) hnědozelená nebo modrozelená, tmavě olivově zelenohnědě nebo olivově šedě skvrnitá vejce o rozměrech 79,5 × 56,9 mm (někdy skvrnění zcela chybí). Snášena jsou v intervalu 1–2 dní, sezení začíná podle různých záznamů buď od snesení prvního nebo posledního vejce. Sedí pouze samice, doba inkubace je 23–24, někdy však až 30 dní. Samice je zpočátku velmi citlivá na rušení a je-li vyplašena, může hnízdo opustit, ke konci inkubace se již snaží vetřelce od hnízda odlákat předstíráním zranění nebo na něj doráží. Mláďata se u hnízda zdržují jen 3–4 dny a poté jsou voděna samicí po okolí. Létat začínají ve stáří 6–7 týdnů. Pohlavně dospělá jsou po 4 (samice) nebo 5 (samci) letech života.

## Ochrana
Drop velký je v ČR dle vyhlášky č. 395/1992 Sb. zvláště chráněn jako kriticky ohrožený druh a je uveden v Příloze I. Směrnice o ptácích.